# 名人苑
名人苑，位于上海市浦东新区张杨路2976号，1996年11月动工，1997年竣工，占地9.5万平方米，建筑面积12.1万平方米。2024年，经过闭园改造，升级更新为开放式公园与社区市民健身中心。